# The Journal of Industrial Economics
The Journal of Industrial Economics ist eine vierteljährlich erscheinende wissenschaftliche Fachzeitschrift zu industrieökonomischen Themen. Es wurde 1952 gegründet, um die Analyse moderner Industrieökonomien voranzutreiben. Daher liegt der Schwerpunkt auf Themen zu Oligopoltheorie, Produktdifferenzierung, industrieller Strukturwandel, Unternehmenstheorie, Marktregulierung, Monopoltheorie, Mergers & Acquisitions sowie Technologiepolitik.

## Redakteure
Leitender Redakteur des Journals ist Patrick Legros. Er leitet das Journal seit 2013, nachdem er zuvor acht Jahre einfacher Redakteur war. Heski Bar-Isaac, Alessandro Gavazza, Justin P. Johnson, Alan Sorensen und Andrew Sweeting unterstützen ihn als Redakteure, während Jan Stevenson das Amt des Redaktions-Assistenten ausübt. Daneben gibt es einen fünfköpfigen Redaktionsrat sowie eine Reihe assoziierter Redakteure.

## Rezeption
Eine Studie der französischen Ökonomen Pierre-Phillippe Combes und Laurent Linnemer listet das Journal mit Rang 42 von 600 wirtschaftswissenschaftlichen Zeitschriften in die drittbeste Kategorie A ein.
Das Journal of Industrial Economics hat nach eigenen Angaben einen Impact Factor von 1.386.